# Calmira
Calmira — 16-разрядная альтернативная среда рабочего стола, работающая под управлением Windows 3.1 и выше, по внешнему виду напоминает Windows 95. Версия под названием Calmira Longhorn реализует кое-какие визуальные особенности системы Windows Vista, хотя не совместима с ней.
Оболочка служит не только для обновления облика рабочей среды Windows 3.1, она также включает в себя большое количество функций, присущих более поздним 32-разрядным оболочкам. В состав Calmira входит меню «Пуск», панель задач и рабочий стол, работающие примерно так же, как аналогичные компоненты среды Windows Explorer из 32-битных версий операционной системы.

## Разработка
Calmira была разработана в Borland Delphi 1.0, среде программирования, основанной на Object Pascal. Из-за того, что Windows 3.x в настоящее время — фактически вымершая операционная система, добавление новых возможностей и дополнений для Calmira происходят весьма редко.
Была также предпринята попытка портирования Calmira на Windows NT 3.51, результатом которой стал проект NT Shell.

## Модификации
Некоторые люди разработали свои собственные версии Calmira, добавляя новые возможности и настройки. Вот список наиболее используемых:
- Calmira LFN: Модифицированная версия, которая поддерживает длинные имена файлов, лучшее затенение значка, значок «Мои документы» и диалоговое окно для смены обоев. Последняя версия (выпущена 19 декабря 2006) также имеет собственные границы окон, которые подражают имеющимся в Windows 95[2].
- Calmira XP: Модификация, которая пытается подражать интерфейсу Windows XP. Бета-версия 4.0 также включает изменения из Calmira LFN, но была выпущена 6 марта 2006, означает что некоторые баги, исправленные в Calmira LFN с тех пор ещё здесь, и здесь отсутствуют собственные границы окон[3].
- Calmira Longhorn: Здесь имитируется интерфейс Windows Vista (рабочее название — Longhorn). Данная версии так же добавляет кнопку «x» в правый верхний угол окон, однако она содержит ряд ошибок[4]
- Calmira Blackcomb: Фактически — новая версия Calmira Longhorn, имитирующая интерфейс Windows 7. Разработчик — Peter Protus. Последняя версия вышла 9 сентября 2011, после чего разработка проекта была прекращена.